# Megalurus
Megalurus là một chi chim trong họ Locustellidae.

## Các loài
- Megalurus albolimbatus
- Megalurus gramineus
- Megalurus palustris
- Megalurus pryeri
- Megalurus punctatus
- Megalurus rufescens
- Megalurus timoriensis